# Sacrament van Mirakel

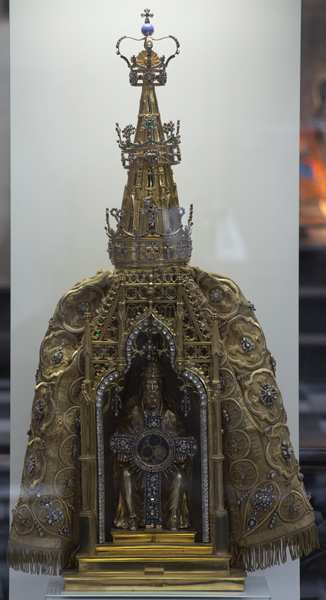
Reliekhouder van het Sacrament van Mirakel, in het schatkistmuseum van de Kathedraal van Sint-Michiel en Sint-Goedele. Het reliekhouder bevat niet langer de Heilige Hosties

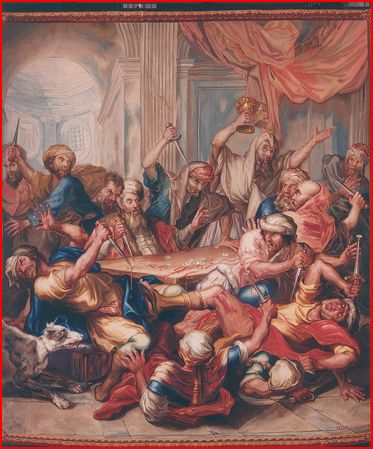
Wandtapijt uit 1770 van Jan-Frans Van der Borcht waarop wordt weergegeven hoe Joden de Hosties doorsnijden

Het Sacrament van Mirakel is een katholiek mirakel dat in de 14e eeuw zou hebben plaatsgevonden in Brussel. Men geloofde dat Joden hosties hadden gestolen en ze op Goede Vrijdag 1370 met messen hadden doorstoken, tot ze door een wonder begonnen te bloeden. Zes beschuldigden werden veroordeeld en op de brandstapel terechtgesteld.

## Voorgeschiedenis
In de 14e eeuw verslechterde de situatie voor de Joden in Europa, en ook in Brussel. Al in 1309 vond over gans Brabant een vervolging van joden plaats tijdens de voorbereiding van een volkskruistocht. Veertig jaar later, gedurende de pestepidemie van 1348-50, riepen boetepredikers, zogenaamde flagellanten, op tot de vervolging van de Joden. In Brussel zou dit volgens Gilles Li Muisit aanleiding hebben gegeven tot een slachtpartij met meer dan 600 doden. Bij die gelegenheid was er ook een 'bekentenis' over hostiedesecratie. De beschuldigde, een bekeerde Jood die dicht bij de hertog stond, zou zich hebben laten dopen om gewijde hosties te bemachtigen en ze dan naar de synagoge van Keulen hebben gestuurd. Drie Joden bewerkten ze met messen, waarna er bloed opwelde. Nog volgens Li Muisit is de gemartelde Jood daarop veroordeeld en verbrand.

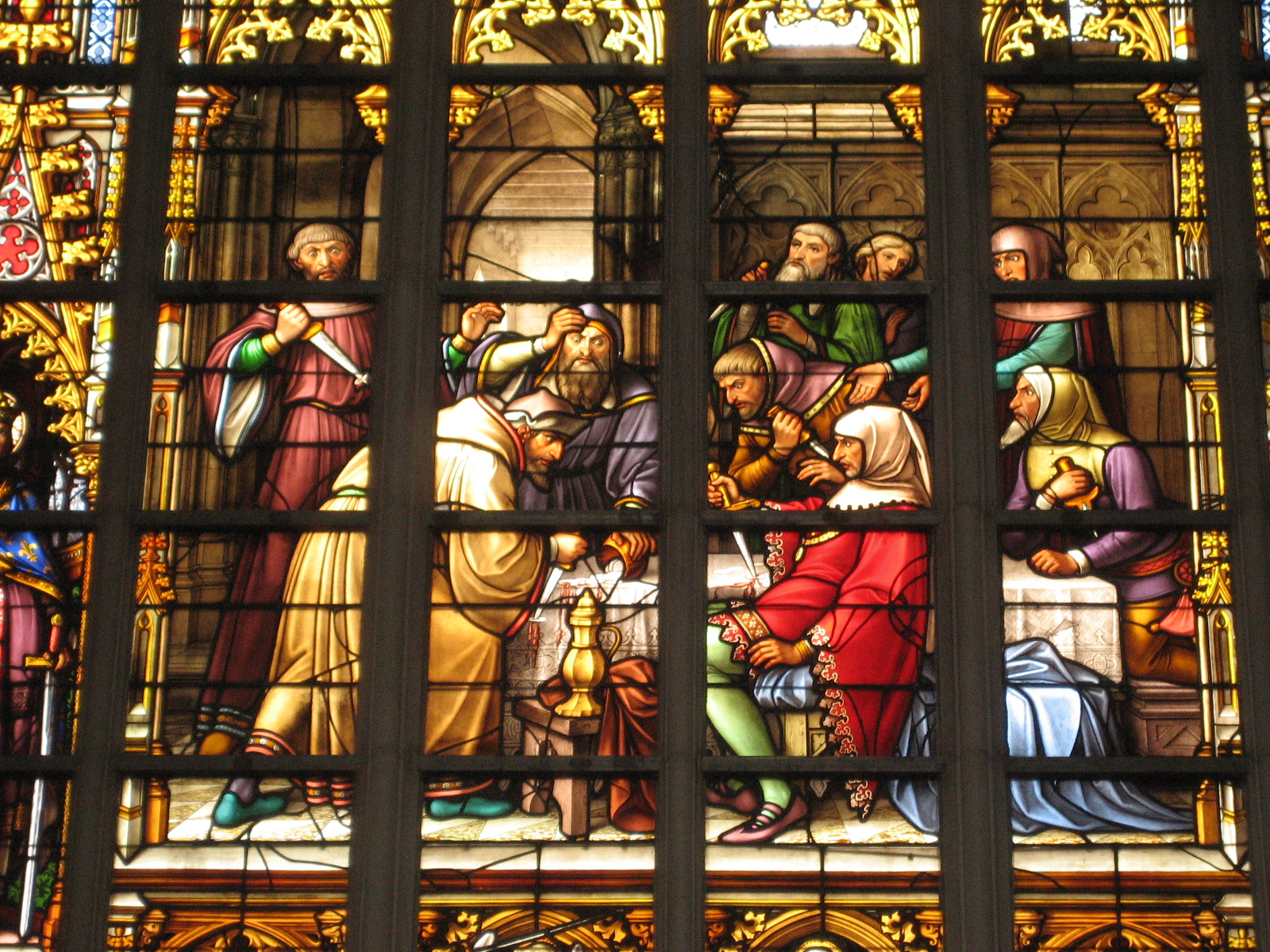
19e-eeuws brandglasraam in de kathedraal van Sint-Goedele: de Joden doorsteken de hosties

## Beschuldiging en veroordeling
In 1370 nam te Brussel, onder de regering van hertog Wenceslaus I van Luxemburg, de Jodenvervolging de vorm aan van beschuldiging van ontwijding van hosties.
Volgens het verhaal overtuigde Jonathas, een rijke jood uit Edingen, zijn Brusselse geloofsgenoot Jan van Loven om hosties te stelen uit de Sint-Katharinakapel in Sint-Jans-Molenbeek. Jonathas bracht de zestien hosties mee naar zijn huis te Edingen, maar werd er door onbekenden vermoord. Zijn weduwe zag hierin een hemelse straf en bracht de hosties naar de Joden van Brussel. In hun synagoge doorstaken ze de hosties op Goede Vrijdag met dolken. Hun handen kwamen echter onder het bloed te zitten dat miraculeus uit de geprofaneerde hosties tevoorschijn kwam. Hoogst ontdaan droegen de heiligschenners een van hen, Catharina, op om de hosties naar de Keulse Joden te brengen. Catharina kreeg echter schrik, bracht de hosties naar de pastoor van de Kapellekerk, Petrus Van Heede, en biechtte op wat er gebeurd was.
De pastoor schakelde het gerecht in. De Joden werden gearresteerd en opgesloten in de Steenpoort. Ze werden ondervraagd, gemarteld, en ter dood veroordeeld.
Op de dag vóór Hemelvaartsdag, 22 mei 1370, werden de veroordeelden op een kar rondgereden, onder meer op de Grote Markt en aan de Sint-Katharinakapel. Op elke straathoek werden ze met gloeiende tangen bewerkt. Bij de Wollendriestoren werden ze aan staken vastgebonden en levend verbrand. Hun bezittingen werden door hertog Wenceslaus geconfisqueerd.
De slachtoffers waren met zes: vier Joden uit Brussel en twee uit Leuven. In de hertogelijke boekhouding zijn ook sporen aangetroffen van in beslag genomen joodse goederen.
De vervolging van 1370 maakte een einde aan de reeds schaars geworden aanwezigheid van Joden in Brabant. Er gold geen officiële verbanning, maar om begrijpelijke redenen meden de Joden het hertogdom. Pas enkele eeuwen later zou er sprake zijn van een echte terugkeer.

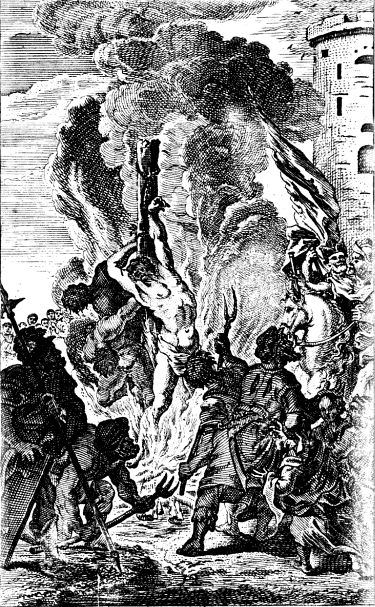
De terechtstelling afgebeeld door Jacobus Harrewijn (ca. 1720)

Nog vóór de terechtstelling was tussen de kanunniken van Sint-Goedele en de pastoor van de Kapellekerk, Petrus Van Heede, een geschil ontstaan over het bezit van de miraculeuze hosties. Na een klacht van de kanunniken oordeelde Robert van Genève, de bisschop van Kamerijk, in hun voordeel (charter van 4 juni 1370). Uiteindelijk werd echter een verdeling van de miraculeuze hosties overeengekomen.

## Legendevorming

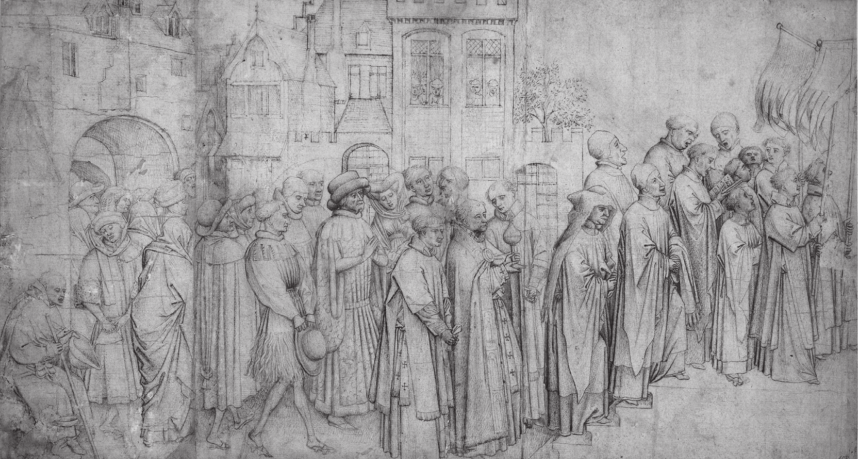
Processie met het Sacrament van Mirakel door Vrancke van der Stockt, ca. 1450-60

De Brusselaars gingen de miraculeuze hosties rondvoeren in hun processies. Na een canoniek onderzoek op vraag van de Kamerijkse bisschop Pierre d’Ailly, werd het bloeden van de hosties in 1402 door de kerk erkend als mirakel. Enige tijd later deden zich nieuwe mirakelen voor met de hostierelieken. Dit bracht paus Eugenius IV ertoe om in 1436 aflaten te verlenen voor het oprichten van een kapel van het Sacrament van Mirakel in collegiale kerk van Sint-Goedele.
Rond het midden van de 15e eeuw verschenen twee hagiografische verhalen in de omgeving van de augustijnerpriorij van het Rood-Klooster:
- Dit es die gheschiedenesse vanden werdeghen heyleghen Sacramente van Miraculen, dat te Brussel, in Sinte Goedelen kerke rustende es (anoniem, ca. 1450)
- Historia de miraculosa revelatione Venerabilis Sacramenti in civitate Bruxellensi[5] (Johannes Gielemans, Novale Sanctorum, ca. 1480-1485).

Vele elementen uit het verhaal duiken hier voor het eerst op, zoals de Edingse connectie, de naam Jonathas, de situering in de synagoge en op Goede Vrijdag... Dit wijst op beginnende legendevorming.
De hosties kregen meer en meer het karakter van een landsrelikwie. In 1530 liet Margaretha van Oostenrijk de processie door de stad defileren. Ze zou voortaan elke zondag na 13 juli plaatsvinden (tot 1820). In 1530-1542 werd de eerste kapel van Sint-Goedele vervangen door een nieuwe Sacramentskapel, waar thans de schatkamer gevestigd is. Keizer Karel V en zijn verwanten schonken zeven glasramen waarop het mirakel werd uitgebeeld. Ze werden uitgevoerd door de Antwerpse glazenier Jan Hack naar ontwerpen van Barend van Orley en Michael Coxcie. Vier ervan zijn bewaard. Andere glasramen in de zij- en kruisbeuken zouden later worden geschonken door koning Leopold I en Leopold II.
Het mirakelverhaal werd deel van de Contrareformatie-propaganda. Dit gebeurde onder meer door de katholieke Albrecht en Isabella, die zich in de kapel lieten begraven. In 1670 werden tien grote triomfbogen opgericht die de legende in scène brachten.
In 1720 publiceerde de Brusselse kanunnik Pierre de Cafmeyer een tweetalig werk over het mirakel: Hooghweirdighe historie van het alder-heylighste Sacrament van Mirakel - Vénérable Histoire du très Saint-Sacrament de Miracle (het boek bevat 20 gravures naar bestaande schilderijen over het mirakel). Het Brusselse atelier Van der Borght maakte zes wandtapijten (1770-1785).
Op de voorgevel van de Salazarkapel, die verplaatst werd naar de Van Maerlantstraat en fungeert als bibliotheek van de Europese Commissie, prijkt een reliëf van een kelk met hosties en gekruiste dolken. Dit is een rechtstreekse verwijzing naar het mirakel.
Aan Joodse kant werden de gebeurtenissen herdacht in het Memorbuch van Mainz. Over de Brabantse vervolgingen bestaat ook een Hebreeuws klaaglied.

## Contestatie
In 1870 werd het 500-jarige jubileum van het mirakel de inzet van een felle strijd tussen vrijzinnigen en katholieken. De liberalen, inclusief de latere antisemiet Edmond Picard, riepen op tot een boycot van de feestelijkheden. Een schotschrift van Charles Potvin (onder het pseudoniem Dom Liber) gaf aanleiding tot een felle polemiek met de jonge priester Hyacinthe De Bruyn, aangewakkerd door de nakende verkiezingen. Uiteindelijk beslisten de kerkelijke autoriteiten om de feestelijkheden af te gelasten.
De traditie bleef nochtans verder leven. Nog in 1931 werd de Sint-Niklaaskerk van Edingen voorzien van een nieuw glasraam dat aan het mirakel herinnert. Het glasraam bevindt zich meer bepaald in de St.-Annakapel en is van de hand van Camille Wybo
In 1967 vroeg de Joodse gemeenschap aan het hoofd van het aartsbisdom Mechelen-Brussel, kardinaal Suenens, de afbeeldingen van Joden die volgens de religieuze legende de heilige hosties onteren te laten verwijderen. De kardinaal weigerde. Wel werd in 1977 een bronzen plaat in de kathedraal aangebracht waarop het "tendentieuze karakter" van de beschuldiging wordt toegegeven.

## Context
Verschillende redenen zijn aangevoerd om de valse beschuldiging te verklaren:
- Het anti-joodse klimaat in Europa, en de gruwelverhalen die de ronde deden.
- Het feit dat het gerecht strenger was gaan optreden tegen wie geld belegde bij Joden: in 1369 had de amman Jan van Releghem al twee priesters gearresteerd (Jan en Willem van Halle) die geld bij een Jood belegd hadden. Dat waren wellicht geen uitzonderingen en de Brusselse geestelijken wilden mogelijk van de Joden als lastige getuigen af.
- De geldnood van hertog Wenceslaus van Bohemen, die de bezittingen van de Joden confisqueerde.
- Het proces tegen twee priesters van Sint-Goedele wegens financiële malversaties, die de aandacht zouden hebben willen afleiden naar de joden.[9]

Het Vierde Lateraans Concilie (1215) had voor het eerst de Transsubstantiatie als dogma aangenomen. Er kwam een feest van het Heilig Sacrament, en de hostie begon een steeds meer prominente plaats in te nemen in de volksdevotie.
Het thema van het Heilig Bloed uit de hostie begon op te duiken in talrijke als miraculeus omschreven episodes. In het Heilig Sacrament van Mirakel van 1317 te Viversel gebeurde de ontwijding door ongeduldige gelovigen die zichzelf het sacrament hadden toegediend. De bloedende hosties werden eeuwenlang vereerd in de abdij van Herkenrode en vanaf 1804 in de Sint-Quintinuskathedraal van Hasselt.
Het thema van de ontwijding door Joden kwam ook frequent aan bod. De bekende cultus rond de Heiligschennis van Cambron ontstond toen een bekeerde Jood werd terechtgesteld wegens het vermeende doorboren van een muurschildering van Maria in de Abdij van Cambron (1326).
Het Parijse miracle des Billettes combineerde reeds in 1290 beide elementen. Johannes van Thielrode beschreef in zijn Chronicon Sancti Bavonis (1298) hoe de Jood Jonathas Ben Haym er een hostie had doen bloeden. Deze feiten werden verwerkt tot een mysteriespel dat voor verdere verspreiding zou zorgen: Le Mistère de la Saincte Hostie.

## Voetnoten
1. ↑  De enige omstandige beschrijving is van de Doornikse monnik Gilles Li Muisit, in zijn kroniek uitgegeven door J.-J. De Smet, Recueil des chroniques de Flandre = Corpus chronicorum Flandriae, vol. 2, 1841, p. 342-343 (hoofdstuk: De captione et destructione Judaeorum). Voor het overige is de pogrom vermeld in Joodse martyrologia: Siegmund Salfeld, Das Martyrologium des Nürnberger Memorbuches, 1898, p. 277. Op onduidelijke gronden vermeldt Carmoly, die Muisit volgt, 500 slachtoffers: Eliakim Carmoly, "Essai sur l'histoire des Juifs en Belgique", in: Revue orientale, vol. I, 1841, p. 169-170.
2. ↑  Dit is af te leiden uit het rekeningenboek van Godefroid de la Tour, ontvanger van Brabant (Rekeningenkamer, inv. nr. 2356, f°14 en 2356bis, f°13): zie Luc Dequeker (2005), Vrancke van der Stockt. Processie met het Allerheiligste (ca. 1450-60): de oudste voorstelling van het Brusselse Sacrament van Mirakel (1370) (PDF), p. 257.
3. ↑  Jean Stengers (1950), Les Juifs dans les Pays-Bas au Moyen-Âge (Brussel: Paleis der Academiën)
4. ↑  Luc Dequeker (2005), Vrancke van der Stockt. Processie met het Allerheiligste (ca. 1450-60): de oudste voorstelling van het Brusselse Sacrament van Mirakel (1370) (PDF) 14: 259-260.
5. ↑  Geschiedenis van de wonderbaarlijke manifestatie van het Eerbiedwaardige Sacrament in de stad Brussel
6. ↑  Kerknet. kerknet.be.
7. ↑  Marieke Van de Staey, Het Sacrament van Mirakel te Brussel. De jubileumviering van 1670 in beeld gebracht, Scriptie, KU Leuven, 2015
8. ↑  Hoogweirdighe historie van het alder-heyligste sacrament van mirakel. google.be.
9. 1 2  Roel Jacobs protesteert tegen foute symbolen. brusselnieuws.be.
10. ↑  BELGIUM - JewishEncyclopedia.com. jewishencyclopedia.com.
11. ↑  Jo Tollebeek (1995), "Schrijven vanuit betrokkenheid: honderdvijftig jaar historiografie van het laatmiddeleeuwse jodendom in de Nederlanden (1800-1949)", in: Werner Verbeke e.a. (red.), Serta devota in memoriam Guillelmi Lourdaux. Pars posterior: Cultura mediaevalis, blz. 165-175
12. ↑  BALaT KIK-IRPA. kikirpa.be.
13. ↑  http://www.hasel.be/nl/subjects/1233/heilig-sacrament-van-mirakel.html